# Szalay Antal (labdarúgó)
Szalay Antal (Újpest, 1912. március 3. – Sydney, 1960. április 21.) világbajnoki ezüstérmes labdarúgó, fedezet. A sportsajtóban Szalay I Antalként említették.

## Sikerei, díjai
- Világbajnokság
  - 2.: 1938, Franciaország
- Magyar bajnokság
  - bajnok: 1930–31, 1932–33, 1934–35, 1938–39
  - 2.: 1931–32, 1933–34, 1935–36, 1937–38
  - 3.: 1936–37, 1939–40
- Magyar kupa
  - döntős: 1933
- Közép-európai kupa
  - győztes: 1939
- Az év labdarúgója: 1934–35

## Statisztika

### Mérkőzései a válogatottban
| Magyarország | Magyarország         | Magyarország                       | Magyarország  | Magyarország | Magyarország  | Magyarország   | Magyarország | Magyarország |
| #            | Dátum                | Helyszín                           | Hazai         | Eredmény     | Vendég        | Kiírás         | Gólok        | Esemény      |
| ------------ | -------------------- | ---------------------------------- | ------------- | ------------ | ------------- | -------------- | ------------ | ------------ |
| 1.           | 1933. szeptember 17. | Budapest, Hungária körúti pálya    | Magyarország  | 3 – 0        | Svájc         | Európa-kupa    | -            |              |
| 2.           | 1933. október 1.     | Bécs, Hohe Warte                   | Ausztria      | 2 – 2        | Magyarország  | barátságos     | -            |              |
| 3.           | 1933. október 22.    | Budapest, Üllői úti pálya          | Magyarország  | 0 – 1        | Olaszország   | Európa-kupa    | -            |              |
| 4.           | 1934. január 14.     | Frankfurt                          | Németország   | 3 – 1        | Magyarország  | barátságos     | -            |              |
| 5.           | 1934. március 25.    | Szófia                             | Bulgária      | 1 – 4        | Magyarország  | vb-selejtező   | -            |              |
| 6.           | 1934. április 15.    | Bécs, Hohe Warte                   | Ausztria      | 5 – 2        | Magyarország  | barátságos     | -            |              |
| 7.           | 1934. április 29.    | Budapest, Hungária körúti pálya    | Magyarország  | 4 – 1        | Bulgária      | vb-selejtező   | -            |              |
| 8.           | 1934. május 10.      | Budapest, Üllői úti pálya          | Magyarország  | 2 – 1        | Anglia        | barátságos     | -            |              |
| 9.           | 1934. május 31.      | Bologna (ITA)                      | Ausztria      | 2 – 1        | Magyarország  | vb-negyeddöntő | -            |              |
| 10.          | 1934. október 7.     | Budapest, Hungária körúti pálya    | Magyarország  | 3 – 1        | Ausztria      | barátságos     | -            |              |
| 11.          | 1934. december 9.    | Milánó, San Siro Stadion           | Olaszország   | 4 – 2        | Magyarország  | barátságos     | -            |              |
| 12.          | 1934. december 16.   | Dublin, Dalymount Park             | Írország      | 2 – 4        | Magyarország  | barátságos     | -            |              |
| 13.          | 1935. május 19.      | Párizs                             | Franciaország | 2 – 0        | Magyarország  | barátságos     | -            |              |
| 14.          | 1935. szeptember 22. | Budapest, Hungária körúti pálya    | Magyarország  | 1 – 0        | Csehszlovákia | Európa-kupa    | -            |              |
| 15.          | 1935. október 6.     | Bécs                               | Ausztria      | 4 – 4        | Magyarország  | Európa-kupa    | -            |              |
| 16.          | 1935. november 10.   | Budapest, Üllői úti pálya          | Magyarország  | 6 – 1        | Svájc         | barátságos     | -            |              |
| 17.          | 1935. november 24.   | Milánó                             | Olaszország   | 2 – 2        | Magyarország  | Európa-kupa    | -            |              |
| 18.          | 1937. április 11.    | Bázel                              | Svájc         | 1 – 5        | Magyarország  | Európa-kupa    | -            |              |
| 19.          | 1937. április 25.    | Torino, Benito Mussolini Stadion   | Olaszország   | 2 – 0        | Magyarország  | Európa-kupa    | -            |              |
| 20.          | 1938. június 12.     | Lille, Stade Victor Boucquey (FRA) | Svájc         | 0 – 2        | Magyarország  | vb-negyeddöntő | -            |              |
| 21.          | 1938. június 16.     | Párizs, Parc des Princes (FRA)     | Magyarország  | 5 – 1        | Svédország    | vb-elődöntő    | -            |              |
| 22.          | 1938. június 19.     | Párizs, Olimpia stadion (FRA)      | Magyarország  | 2 – 4        | Olaszország   | vb-döntő       | -            |              |
| 23.          | 1939. május 18.      | Budapest, Hungária körúti pálya    | Magyarország  | 2 – 2        | Írország      | barátságos     | -            |              |
| 24.          | 1939. augusztus 27.  | Varsó                              | Lengyelország | 4 – 2        | Magyarország  | barátságos     | -            |              |
|              | Összesen             |                                    |               | 24           | mérkőzés      |                | 0            | gól          |